# Sounds of Silence (альбом)
Sounds of Silence (с англ. — «Звуки тишины») — второй студийный альбом американского дуэта Simon & Garfunkel, выпущенный 17 января 1966 года на лейбле Columbia.
Альбом был записан менее чем за три недели в январе 1966 года, чтобы извлечь выгоду из успеха сингла «The Sound of Silence», в честь которого, по указанию лейбла, пластинка и получила своё название. Не имея времени написать новые песни, Пол Саймон перезаписал в дуэте с Артом Гарфанкелом ряд композиций из его сольного альбома The Paul Simon Songbook (1965), выпущенного в Великобритании.
В 2012 году альбом был включён в Национальный реестр аудиозаписей как обладающий «культурным, историческим или эстетическим значением».

## Список композиций
Все песни, за исключением отмеченных, были написаны Полом Саймоном.
| №  | Название                       | Автор(ы)   | Длительность |
| -- | ------------------------------ | ---------- | ------------ |
| 1. | «The Sound of Silence»         |            | 3:08         |
| 2. | «Leaves That Are Green»        |            | 2:23         |
| 3. | «Blessed»                      |            | 3:16         |
| 4. | «Kathy’s Song»                 |            | 3:21         |
| 5. | «Somewhere They Can’t Find Me» |            | 2:37         |
| 6. | «Anji»                         | Дейви Грэм | 2:17         |

| №                   | Название                          | Длительность |
| ------------------- | --------------------------------- | ------------ |
| 1.                  | «Richard Cory»                    | 2:57         |
| 2.                  | «A Most Peculiar Man»             | 2:34         |
| 3.                  | «April Come She Will»             | 1:51         |
| 4.                  | «We’ve Got a Groovey Thing Goin’» | 2:00         |
| 5.                  | «I Am a Rock»                     | 2:50         |
| Общая длительность: | Общая длительность:               | 29:09        |

## Чарты
| Чарт (1966)                      | Наивысшая позиция |
| -------------------------------- | ----------------- |
| Великобритания (UK Albums Chart) | 13                |
| США (Billboard 200)              | 21                |

## Продажи и сертификации
| Регион | Сертификация  | Продажи    |
| --- | ------------- | ---------- |
| США (RIAA) | 3× Платиновый | 3 000 000^ |
| * Данные о продажах приведены только на основе сертификации. ^ Данные о тиражах приведены только на основе сертификации. |               |            |